# Štadión Myjava
Štadión Myjava – stadion piłkarski w Myjavie, na Słowacji. Został otwarty w 1954 roku. Może pomieścić 2709 widzów. Swoje spotkania rozgrywają na nim piłkarze klubu Spartak Myjava.
Pierwsze boisko założonego w 1920 roku klubu Spartak Myjava mieściło się na łące w dzielnicy Turá Lúka. Po zakończeniu umowy najmu terenu przystąpiono do budowy nowego boiska w innej lokalizacji (obecne tereny przedsiębiorstwa STAS), otwartego 6 czerwca 1931 roku. W latach 40. XX wieku podjęto decyzję o budowie obecnego stadionu. Jego otwarcie miało miejsce w 1954 roku. Cztery lata później przeprowadzono pierwszą modernizację obiektu. W 2012 roku stadion przebudowano, likwidując żużlową bieżnię lekkoatletyczną i stawiając dwie nowe, zadaszone trybuny od strony wschodniej i południowej; zmodernizowano również trybunę główną. W 2013 roku oddano do użytku sztuczne oświetlenie osadzone na czterech masztach postawionych za narożnikami boiska. 1 maja 2014 roku na obiekcie rozegrano mecz finałowy piłkarskiego Pucharu Słowacji (Slovan Bratysława – MFK Košice 1:2). Po meczu finałowym, w przerwie letniej przeprowadzono wymianę murawy, którą wyposażono w system podgrzewania. Obiekt był także jedną z aren piłkarskich Mistrzostw Europy kobiet U-19 w 2016 roku. Rozegrano na nim trzy spotkania fazy grupowej tego turnieju.